# Howards End (miniserial)
Howards End – brytyjsko-amerykański miniserial telewizyjny w reżyserii Hettie MacDonald, realizowany na podstawie powieści pod tym samym tytułem Edwarda Morgana Forstera. Autorem scenariusza jest Kenneth Lonergan, autorem zdjęć jest polski operator Wojciech Szepel. Serial składa się z 4 odcinków.

## Fabuła
Serial ukazuje problemy społeczne i klasowe w Anglii na początku XX wieku, na przykładzie relacji trzech rodzin - zamożnych Wilcoksów, idealistycznych Schlegelsów oraz Bastów należących do niższej klasy średniej.

## Obsada
- Hayley Atwell jako Margaret Schlegel[1]
- Matthew Macfadyen jako Henry Wilcox[1]
- Tracey Ullman jako Aunt Juley Mund[1]
- Julia Ormond jako Ruth Wilcox[3]
- Philippa Coulthard jako Helen Schlegel[3]
- Joseph Quinn jako Leonard Bast[3]
- Rosalind Eleazar jako Jacky[3]
- Alex Lawther jako Tibby[3]

## Emisja
Miniserial Howards End był emitowany w Wielkiej Brytanii przez stację BBC One od 12 listopada do 3 grudnia 2017. W Stanach Zjednoczonych jest dostępny od 8 kwietnia 2018 za pośrednictwem Starz. W Polsce był nadawany przez HBO od  9 kwietnia 2018 oraz przez TVP2 od 6 maja 2020.

## Lista odcinków
| Premiera          | Premiera         | Premiera         | Premiera     | N/o | Reżyseria        | Scenariusz       |
| Premiera          | Premiera         | HBO              | TVP2         | N/o | Reżyseria        | Scenariusz       |
| ----------------- | ---------------- | ---------------- | ------------ | --- | ---------------- | ---------------- |
|                   |                  |                  |              |     |                  |                  |
| 12 listopada 2017 | 8 kwietnia 2018  | 9 kwietnia 2018  | 6 maja 2020  | 1   | Hettie MacDonald | Kenneth Lonergan |
|                   |                  |                  |              |     |                  |                  |
| 19 listopada 2017 | 15 kwietnia 2018 | 16 kwietnia 2018 | 13 maja 2020 | 2   | Hettie MacDonald | Kenneth Lonergan |
|                   |                  |                  |              |     |                  |                  |
| 26 listopada 2017 | 22 kwietnia 2018 | 23 kwietnia 2018 | 20 maja 2020 | 3   | Hettie MacDonald | Kenneth Lonergan |
|                   |                  |                  |              |     |                  |                  |
| 3 listopada 2017  | 29 kwietnia 2018 | 30 kwietnia 2018 | 27 maja 2020 | 4   | Hettie MacDonald | Kenneth Lonergan |
|                   |                  |                  |              |     |                  |                  |